# Uniwersytet Simona Frasera

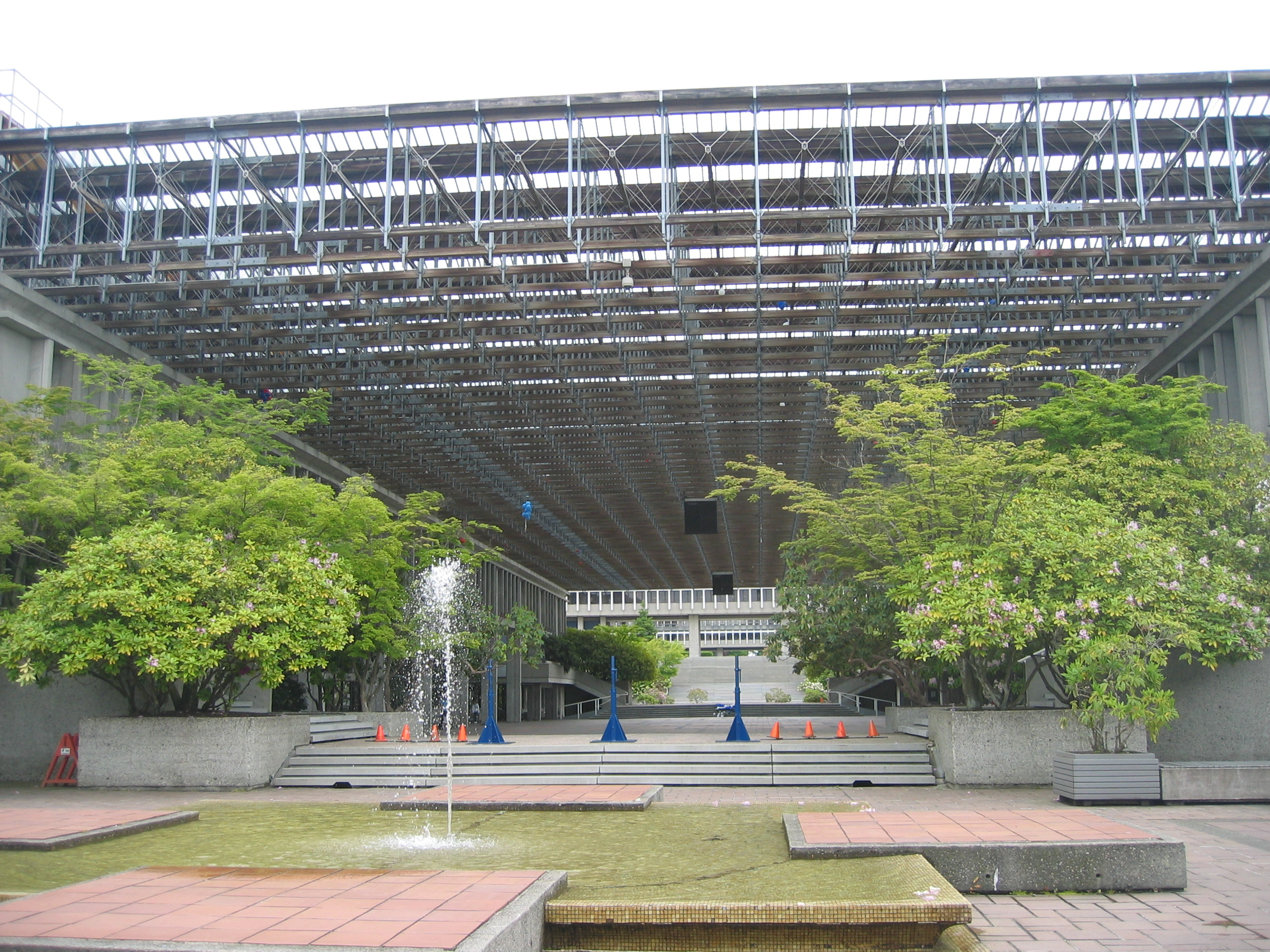
Jeden z budynków uniwersyteckich

 Uniwersytet Simona Frasera (ang. Simon Fraser University, SFU) – kanadyjski państwowy uniwersytet w mieście Burnaby, niedaleko Vancouveru, w prowincji Kolumbia Brytyjska. Nazwany na cześć odkrywcy i badacza Simona Frasera (1776–1862). Został otwarty 9 września 1965. Ma ponad 25 tys. studentów. Osobne oddziały uniwersytetu znajdują się w centrum Vancouveru i w Surrey. Został rankingu 1 miejsce w Kanadzie przez Macleans Magazine w roku 1993, 1996, 1997, 1998, 2000, 2008, 2009, 2010, 2011.

## Budynki
Ze względu na futurystyczny wygląd na terenie uniwersytetu kręcono zdjęcia do filmów i seriali:
- Battlestar Galactica (2003) (jako rynek w stolicy kolonii Caprica)
- Z Archiwum X (jako siedziba główna)
- Szósty dzień
- Agent Cody Banks
- Gwiezdne wrota (jako planeta Tollan)